# Scopula imitaria
The Small Blood-vein (Scopula imitaria) là một loài bướm đêm thuộc họ Geometridae. Nó được tìm thấy ở khắp châu Âu.
Sải cánh dài 18–25 mm. Con trưởng thành bay làm hai đợt từ tháng 6 đến tháng 9 .
Ấu trùng ăn various forms of pivet.

## Hình ảnh

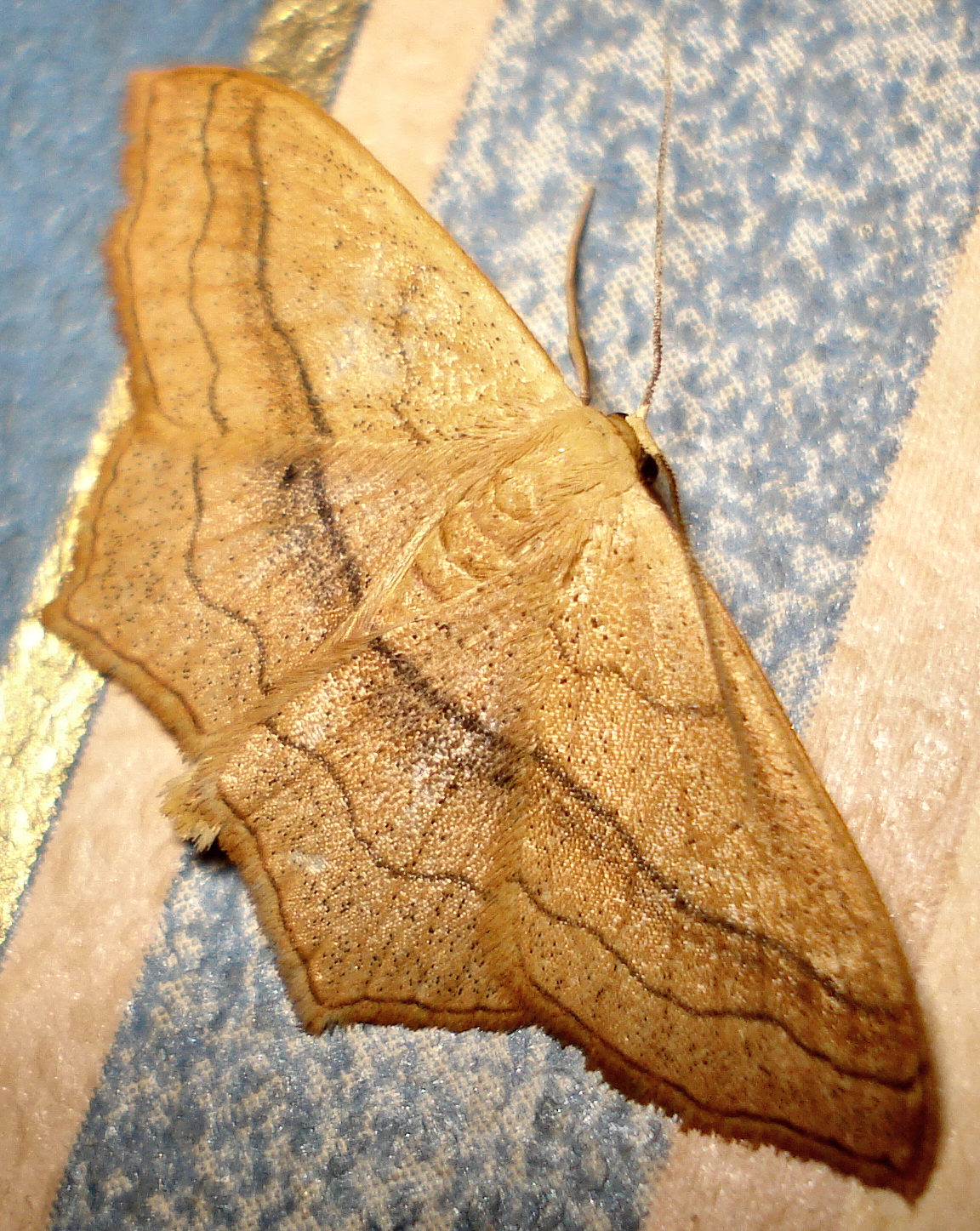
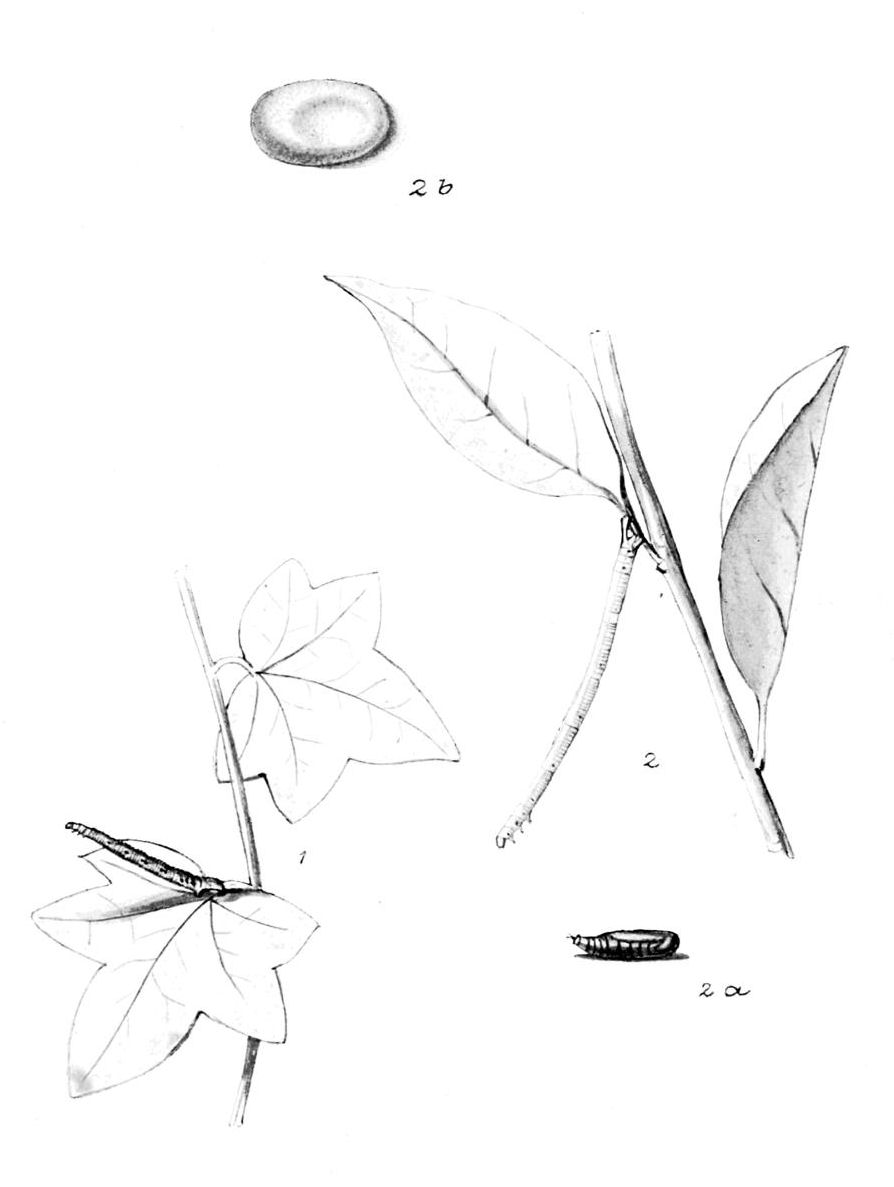
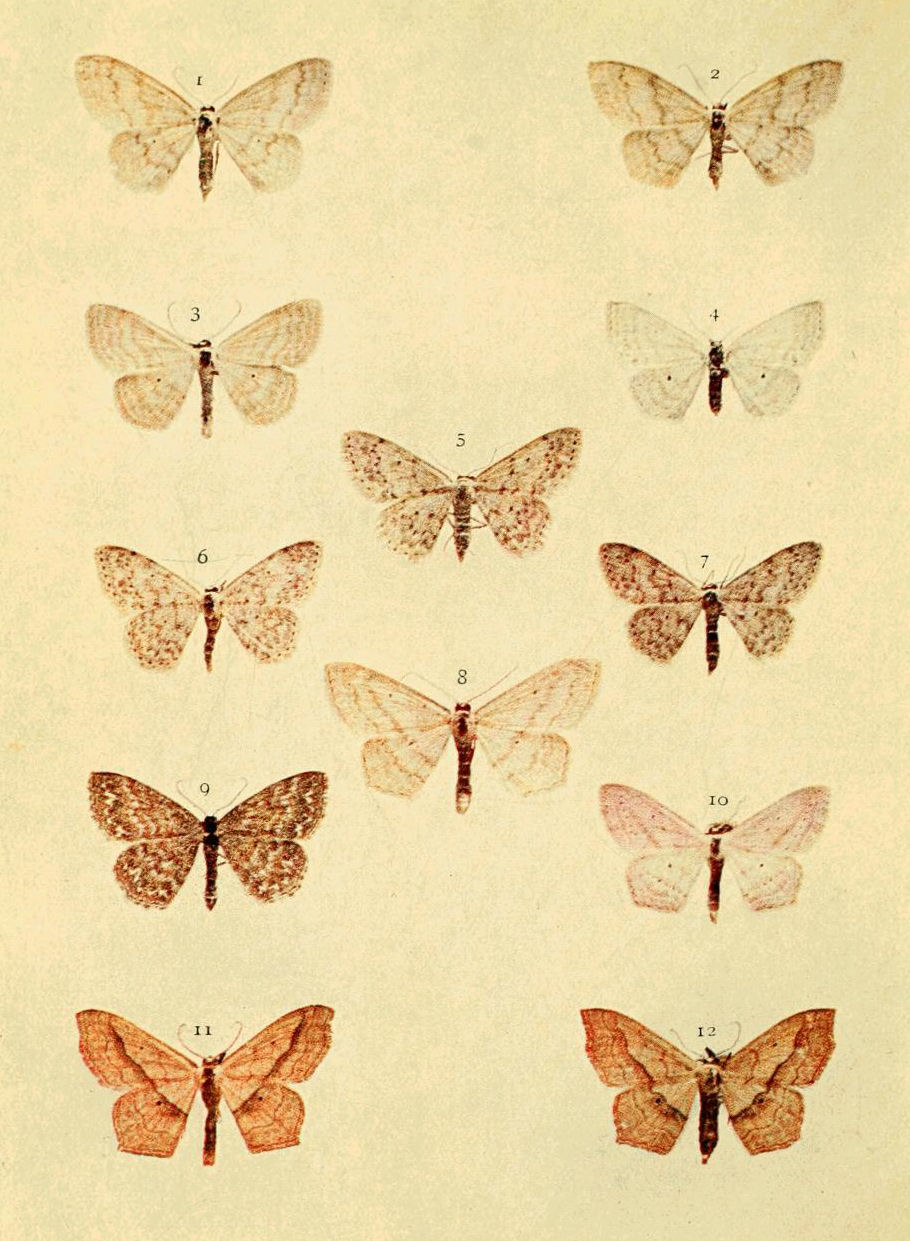
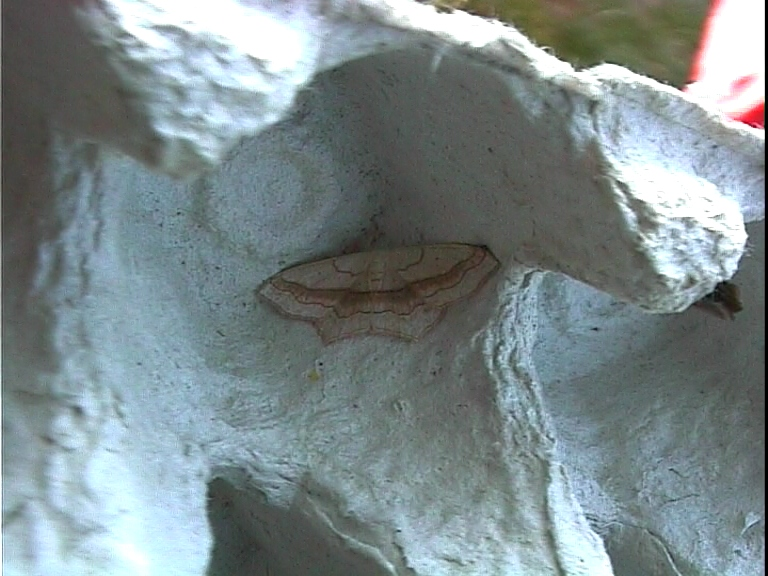